# Skintrade
Skintrade är en svensk hårdrocksgrupp, bildad 1991 i Stockholm.
Skintrade nådde under 1990-talet framgångar både i Sverige och i de nordiska länderna samt Nederländerna, Tyskland och Belgien. Bandet gjorde flera Europaturnéer och spelade på stora festivaler som Dynamo Open Air och Rock am Ring. De har agerat förband åt Motörhead och D-A-D under deras Europaturnéer.
Gruppen albumdebuterade 1993 med det självbetitlade albumet Skintrade, vilket följdes av Roach Powder 1995. Därefter gick bandet skilda vägar. 2011 föddes tanken på en återförening och 2014 släpptes albumet Refueled.

## Medlemmar
Nuvarande medlemmar
- Matti Alfonzetti – sång, gitarr
- Stefan Bergström – gitarr, bakgrundssång
- Hakan Calmroth – basgitarr

Tidigare medlemmar
- George Bravo – gitarr, bakgrundssång
- Håkan “Maze” Persson – trummor, bakgrundssång

## Diskografi
Studioalbum
- 1993 – Skintrade
- 1995 – Roach Powder
- 2014 – Refueled
- 2015 – Scarred For Life

Singlar
- 1993 – "Fear" / "Null and Void" / "War" (maxi-singel)
- 1993 – "Sick as a Dog" / "Speak the Thruth" / "Loco" (Sick as a Dog)" (maxi-singel)
- 1995 – "Snap Goes Your Mind (Edited Version)" / "Can You Spin Me?" / "Snap Goes Your Mind (Album Version)* (maxi-singel)
- 2014 – "Monster"
- 2014 – "Hardcore Mf Heartattack"